# Èlia Bastida
Èlia Bastida Gibert (Barcelona, 18 de julio de 1995) es una violinista, saxofonista y cantante de jazz española.

## Biografía
Bastida recibió formación de violín clásico desde los 4 años. Durante los estudios escolares asistió al Instituto Escuela Artística Oriol Martorell, en el que continuó sus estudios de violín clásico y donde conoció a Andrea Motis. Está licenciada en la Escuela Superior de Música de Cataluña (ESMUC).

## Trayectoria
En 2012, con 17 años, entró a formar parte de la Sant Andreu Jazz Band de Joan Chamorro, tras aprender la parte de violín de Pretty Trix (Joe Venuti) por sugerencia del mismo Chamorro.  Más tarde, también contribuyó tocando el saxofón tenor, asumiendo ocasionalmente el papel de voz principal y coro del grupo; por ejemplo, en el álbum Joan Chamorro presenta La Màgica De La Veu & Jazz Ensemble (2016), parte de las serie «Joan Chamorro presenta...». En 2017, publicó su álbum debut como parte de esta serie.
Una grabación en directo de New Quartet interpretada por Bastida, Chamorro (barítono) y los veteranos músicos de big band Alba Armengou (trompeta y canto) y Carla Motis (guitarra), en colaboración con Scott Hamilton (saxofón tenor), durante el Festival Internacional de Jazz de Barcelona de 2019, formó parte del álbum Joan Chamorro New Quartet & Scott Hamilton. La larga colaboración entre Bastida y Hamilton dio como resultado el álbum Elia Bastida Meets Scott Hamilton en 2021.
También en 2021, colaboró con la cantante y pianista barcelonesa Carolina Alabau en el programa y álbum Meraki.
Es además miembro del Cuarteto HalliGalli, que también incluye al violinista austríaco Christoph Mallinger (también conocido por la ESMUC y la escena de jazz catalana). Este grupo solo toca instrumentos de cuerda y de percusión con un enfoque musical ligero, a veces humorístico, tanto en términos de selección de canciones como de arreglos.
Tras su salida oficial del grupo Sant Andreu Jazz Band, sigue participando en proyectos de Chamorro, como las giras de conciertos a Dinamarca y la India.

### Docencia y literatura
Bastida da clases de violín jazz en la escuela Aula de Música 7, en Barcelona. Su experiencia queda recopilada y reflejada en el libro Swing with your Violina sobre la metodología del violín en el jazz, dirigido en principio a músicos de instrumentos de cuerda que quieren entrar en el mundo del jazz.

## Discografía (selección)

### Como solista dejazz
- Joan Chamorro presenta Èlia Bastida (2017; Jazz To Jazz)
- The Magic Sound of The Violin (2019; Jazz To Jazz)
- Joan Chamorro New Quartet & Scott Hamilton (2020; Jazz To Jazz)
- Joan Chamorro: Jazzing 11 vol 4 - la magia de la veu (2020; Temps Record)
- Èlia Bastida meets Scott Hamilton & Joan Chamorro Trio (2021; Jazz to Jazz)
- Èlia Bastida, Carolina Alabau: Meraki (2021; Adept)
- Tribute to Stéphane Grappelli (2022; Jazz to Jazz)

### Como colaboradora en música clásica
- Eduard Iniesta: Escampa la boira (Album, Temps TR1394-GE13, 2013)
- Vicens, Alex: Mattinata (Aglae AMC103 02, 2014)